# Bake Off Celebrity, el gran pastelero: Colombia
Bake Off Celebrity, el gran pastelero: Colombia es un programa de televisión colombiano de competición gastronómica entre famosos, producida por WarnerMedia Latin America para el servicio de streaming de HBO Max. El programa es una adaptación colombiana basada en el programa británico The Great British Bake Off, y a su vez es la versión colombiana de la ya estrenada versión mexicana. El programa es conducido por Danna García, en la que diferentes famosos competirán para ser reconocidos como la mejor celebridad aficionada en repostería.

## Premisa
Una dulce competencia donde doce celebridades deberán demostrar sus habilidades en la pastelería. Cada uno de ellos deberá amasar, hornear y decorar exquisitos postres y así, conquistar el paladar de un jurado tan prestigioso como exigente. En cada episodio uno de ellos será elegido como pastelero estrella, y quien tenga el peor desempeño deberá abandonar la competencia. Al final, sólo uno conseguirá convertirse en el gran pastelero celebrity de Colombia.

## Formato
Las pruebas a las que tendrán que hacer frente los participantes son:
- Reto creativo: Los concursantes podrán improvisar una receta tomando algún concepto como inspiración, con los ingredientes que deseen, siempre y cuando cumpla con los requisitos iniciales que deben incluirse en la receta. La persona ganadora obtendrá alguna ventaja para la siguiente prueba, además de obtener el delantal de pastelero estrella.
- Reto Técnico: A los concursantes se les enseñará una receta donde tendrán que replicar de la manera más exacta posible a la original siguiendo las indicaciones que se les den, destacando que al final del desafío los jueces califican las creaciones de manera anónima, sin saber cuál es la creación de cada concursante, y van haciendo el top del 10 al 01.
- Prueba de eliminación: Al final de cada episodio los jueces pasarán al frente a 3 concursantes, dándole oportunidad de regresar a su estación a dos concursantes, y eliminando a uno.

## Concursantes
| Posición | Concursante                 | Procedencia          | Edad | Profesión                             | Resultado      |
| -------- | --------------------------- | -------------------- | ---- | ------------------------------------- | -------------- |
| 1        | Natalia Giraldo             | Cali                 | 24   | Influenciadora                        | Ganadora       |
| 2        | Martina La Peligrosa        | Santa Cruz de Lorica | 36   | Cantante                              | Subcampeona    |
| 3        | Mario Ruiz                  | Bogotá               | 28   | YouTuber                              | 3.er finalista |
| 4        | Yaneth Waldman              | Bogotá               | 60   | Actriz y presentadora                 | 4.º lugar      |
| 5        | Kimberly Reyes              | Barranquilla         | 34   | Actriz                                | 8.ª Eliminada  |
| 6        | Marcos Carreño «Kiño»       | Medellín             | 40   | Músico, productor, actor              | 7.° Eliminado  |
| 7        | Carlos Vargas               | Cartago              | 43   | Periodista y presentador              | 6.° Eliminado  |
| 8        | Juan Manuel Restrepo        | Medellín             | 25   | Actor                                 | 5.º Eliminado  |
| 9        | Carlos «El Pibe» Valderrama | Santa Marta          | 61   | Exfutbolista y comentarista deportivo | 4.º Eliminado  |
| 10       | Johanna Fadul               | Bogotá               | 37   | Actriz                                | 3.ª Eliminada  |
| 11       | Andrés Cabas                | Barranquilla         | 46   | Cantante                              | 2.º Eliminado  |
| 12       | Belky Arizala               | Cúcuta               | 44   | Modelo, empresaria y actriz           | 1.ª Eliminada  |

## Estadísticas semanales
| Participante | Ciclo     | Ciclo     | Ciclo     | Ciclo     | Ciclo     | Ciclo     | Ciclo     | Ciclo         |
| Participante | 1         | 2         | 3         | 4         | 5         | 6         | 7         | 8             |
| ------------ | --------- | --------- | --------- | --------- | --------- | --------- | --------- | ------------- |
| Natalia      | Nominada  | Avanza    | Avanza    | Avanza    | Estrella  | Avanza    | Avanza    | Ganadora      |
| Martina      | Avanza    | Estrella  | Avanza    | Avanza    | Avanza    | Estrella  | Avanza    | Segundo lugar |
| Mario        | Avanza    | Avanza    | Avanza    | Avanza    | Avanza    | Avanza    | Avanza    | Tercer lugar  |
| Yaneth       | Avanza    | Avanza    | Avanza    | Nominada  | Avanza    | Nominada  | Avanza    | Cuarto lugar  |
| Kimberly     | Estrella  | Nominado  | Avanza    | Avanza    | Avanza    | Avanza    | Eliminada |               |
| Kiño         | Avanza    | Avanza    | Avanza    | Avanza    | Nominado  | Nominado  | Eliminado |               |
| Carlos. V.   | Avanza    | Avanza    | Estrella  | Nominado  | Nominado  | Eliminado |           |               |
| Juan Manuel  | Avanza    | Nominado  | Nominado  | Avanza    | Eliminado |           |           |               |
| Carlos. P.   | Avanza    | Avanza    | Nominado  | Eliminado |           |           |           |               |
| Johanna      | Avanza    | Avanza    | Eliminada |           |           |           |           |               |
| Cabas        | Nominado  | Eliminado |           |           |           |           |           |               |
| Belky        | Eliminada |           |           |           |           |           |           |               |

     Ganador
     Segundo lugar
     Tercer lugar
     Cuarto lugar
     Pastelero estrella de la semana
     Nominados a pastelero estrella
     Avanza a la siguiente ronda
     Prueba de eliminación. Salvados por el jurado
     Eliminado de la semana

## Desafíos técnicos y creativos

### Episodio 1
| Participante | Desafío Creativo (Torta María Luisa) | Desafío Técnico (Torta envinada) | Resultado          |
| ------------ | ------------------------------------ | -------------------------------- | ------------------ |
| Kimberly     | Belleza                              | 1.º                              | Pastelero estrella |
| Mario        | Parkour                              | 2.º                              | Avanza             |
| Carlos       | Chakras                              | 3.º                              | Avanza             |
| Kiño         | Meditación                           | 4.º                              | Avanza             |
| Yaneth       | Mandalas                             | 5.º                              | Avanza             |
| Juan Ma      | Tecnología                           | 6.º                              | Avanza             |
| Johanna      | Bronceado                            | 7.º                              | Avanza             |
| Martina      | Literatura                           | 8.º                              | Avanza             |
| Natalia      | Mar                                  | 9.º                              | Nominada           |
| Cabas        | Tennis                               | 10.º                             | Nominado           |
| El Pibe      | Dominó                               | 11.º                             | Avanza             |
| Belky        | Infancia                             | 12.º                             | Eliminada          |

### Episodio 2
| Participante | Desafío Creativo (Merengón)   | Desafío Técnico (Brazo de reina) | Resultado          |
| ------------ | ----------------------------- | -------------------------------- | ------------------ |
| Martina      | Finca de su abuelo            | 1.º                              | Pastelero estrella |
| Kiño         | Viajes familiares             | 2.º                              | Avanza             |
| Carlos       | Viajes familiares             | 3.º                              | Avanza             |
| Johanna      | Viajes al pacífico colombiano | 4.º                              | Avanza             |
| Kimberly     | Amor maternal                 | 5.º                              | Nominada           |
| Mario        | México                        | 6.º                              | Segundo pastelero  |
| Cabas        | Caribe colombiano             | 7.º                              | Eliminado          |
| El Pibe      | Niñez en el barrio "Pescaíto" | 8.º                              | Avanza             |
| Yaneth       | China y Turquía               | 9.º                              | Avanza             |
| Juan Ma      | Viaje por Antioquia           | 10.º                             | Nominado           |
| Natalia      | Hawái                         | 11.º                             | Avanza             |

### Episodio 3
| Participante | Desafío Creativo (Torta de cupcakes) | Desafío Técnico (Cheesecake) | Resultado          |
| ------------ | ------------------------------------ | ---------------------------- | ------------------ |
| Kiño         | Máquina de Beatbox                   | 1.º                          | Avanza             |
| Martina      | Jardín de su madre                   | 2º                           | Avanza             |
| Kimberly     | Amor                                 | 3.º                          | Segundo pastelero  |
| Carlos       | Campo                                | 4.º                          | Pastelero estrella |
| Johanna      | Carnaval de Barranquilla             | 5.º                          | Eliminada          |
| Natalia      | Circo                                | 6.º                          | Avanza             |
| El Pibe      | Música                               | 7.º                          | Nominado           |
| Mario        | Perú                                 | 8.º                          | Avanza             |
| Yaneth       | Luna                                 | 9.º                          | Avanza             |
| Juan Ma      | Amor                                 | 10.º                         | Nominado           |

### Episodio 4
| Participante | Desafío Creativo (Torta de chocolate y café)                                                         | Desafío Técnico (Charlotte de tiramisú) | Resultado |
| ------------ | --- | --------------------------------------- | --------- |
| Kiño         | Torta seminaked con ganache de chocolate blanco y cerezas                                            | 1.º                                     | Avanza    |
| Kimberly     | Torta borracha con whisky, ganache de chocolate, avellanas y caramelo                                | 2.º                                     | Avanza    |
| Martina      | Torta de café, ganache de chocolate semiamargo, nueces tostadas, chocolate blanco y cardamomo        | 3.º                                     | Avanza    |
| Natalia      | Torta de chocolate troceado con licor de café, pecanas y ganache de chocolate                        | 4.º                                     | Avanza    |
| Juan Ma      | Torta de chocolate semiamargo con arequipe, mantequilla de café y ganache de chocolate               | 5.º                                     | Avanza    |
| Yaneth       | Torta de cuatro capas con crema de moca y ganache de chocolate semiamargo                            | 6.º                                     | Nominado  |
| Carlos       | Torta marmolada de chocolate semiamargo y almíbar de café                                            | 7.º                                     | Nominado  |
| Mario        | Torta de cuatro capas, almíbar, aguardiente, canela y ganache de chocolate                           | 8.º                                     | Avanza    |
| El Pibe      | Budín de chocolate con crema de mantequilla de café, ganache de chocolate blanco y plumas crujientes | 9.º                                     | Eliminado |

### Episodio 5
| Participante | Desafío Creativo (Construcción de galletas) | Desafío Técnico (Tarta de manzana) | Resultado          |
| ------------ | ------------------------------------------- | ---------------------------------- | ------------------ |
| Mario        | Torre Eiffel                                | 1.º                                | Segundo pastelero  |
| Juan Ma      | Navidad                                     | 2.º                                | Eliminado          |
| Natalia      | Hogar para mascotas rescatadas              | 3.º                                | Pastelero estrella |
| Martina      | Casa en el aire                             | 4.º                                | Avanza             |
| Kiño         | Escalera al cielo                           | 5.º                                | Nominado           |
| Kimberly     | Carpa de Bake Off                           | 6.º                                | Avanza             |
| Carlos       | Pirámides de Egipto                         | 8.º                                | Nominado           |
| Yaneth       | Casa del altiplano cundiboyacense           | 8.º                                | Avanza             |

### Episodio 6
| Participante | Desafío Creativo (Torta de cumpleaños)                                                           | Desafío Técnico (Verrine de panna cotta) | Resultado          |
| ------------ | ------------------------------------------------------------------------------------------------ | ---------------------------------------- | ------------------ |
| Martina      | Torta de coco, ganache de chocolate blanco, tamarindo, y crema de mantequilla de almendras       | 1.º                                      | Pastelero estrella |
| Natalia      | Torta de chocolate y panela, polvo rosa y flores comestibles                                     | 2.º                                      | Segundo pastelero  |
| Kiño         | Torta de almendras, almíbar de whisky, mantequilla de pistacho y albaricoque y oro comestible    | 3.º                                      | Nominado           |
| Kimberly     | Torta de yogur, corozo, frambuesa y papel de arroz                                               | 4.º                                      | Avanza             |
| Mario        | Torta de chocolate y vainilla, crema de mantequilla, frutos rojos, nueces garrapiñadas y fondant | 5.º                                      | Avanza             |
| Carlos       | Dacquoise de coco, frosting de queso crema y fondant                                             | 6.º                                      | Eliminado          |
| Yaneth       | Torta de chocolate semiamargo, ganache de chocolate y praliné de almendras                       | 7.º                                      | Nominado           |

### Episodio 7
| Participante | Desafío Creativo (Torta mousse con glaseado espejo)                                                   | Desafío Técnico (Dacquoise, crema de pistacho y coulant de chocolate congelado) | Resultado |
| ------------ | --- | ------------------------------------------------------------------------------- | --------- |
| Martina      | Torta de guanábana y crema agria, glaseado verde y azul y flores comestibles                          | 1.º                                                                             | Avanza    |
| Natalia      | Torta de banano y limón, glaseado de almíbar de ron y chocolate                                       | 2.º                                                                             | Avanza    |
| Mario        | Torta de guayaba y queso, glaseado azul y dorado                                                      | 3.º                                                                             | Avanza    |
| Yaneth       | Torta de naranja y fresa, glaseado rojo, azul y dorado, chocolate y flores comestibles                | 4.º                                                                             | Avanza    |
| Kiño         | Torta de mandarina, glaseado naranja y chocolate blanco                                               | 5.º                                                                             | Eliminado |
| Kimberly     | Cheesecake de lichi, agua de rosas, glaseado de chocolate blanco, flores comestibles y oro comestible | 6.º                                                                             | Eliminada |

### Episodio 8
| Participante | Desafío Creativo (Esfera de chocolate rellena con decoración de oro)                                                                   | Desafío Técnico (París-Brest) | Desafío Final (Torta de celebración)                                                                                             | Resultado     |
| ------------ | --- | ----------------------------- | --- | ------------- |
| Natalia      | Chocolate blanco, relleno de crumble de coco, lulo y praliné de nueces pecanas                                                         | 1.º                           | Torta de vainilla, relleno de maracuyá y cardamomo, decoración de rosetones de crema, grageas, oro comestible y chocolate blanco | Ganadora      |
| Martina      | Chocolate blanco con sal marina, relleno de bizcochuelo de yogur, tomates confitados y panna cotta                                     | 2.º                           | Torta de limón, relleno de pistacho y piña, decoración con flores de crema de mantequilla roja, lila y amarilla                  | Segundo lugar |
| Mario        | Chocolate semiamargo, relleno de bizcochuelo de avellanas, uvas rostizadas con romero, panna cotta de avellanas y gel de vino espumoso | 3.º                           | - | Tercer lugar  |
| Yaneth       | Chocolate semiamargo, relleno de bizcochuelo de cocoa, gel de mora y naranja                                                           | -                             | - | Cuarto lugar  |

     Ganador
     Segundo lugar
     Tercer lugar
     Cuarto lugar
     Pastelero Estrella de la semana
     Segundo mejor pastelero
     Nominados
     Pastelero eliminado

## Producción
En abril de 2022, se anunció que HBO Max planeaba producir una versión colombiana del programa de cocina The Great British Bake Off, y que para esto se buscaría a 12 celebridades para enfrentarse a retos culinarios para llegar a la gran final, finalmente la producción inició el 21 de abril de 2022 y la serie se estrenó el 27 de octubre de 2022.

## Lanzamiento

### Marketing
En octubre de 2022, se lanzó el tráiler oficial del programa.

### Emisión y distribución
Bake Off Celebrity, el gran pastelero: Colombia se estrenó en Latinoamérica el 27 de octubre de 2022 en la plataforma de streaming HBO Max, mientras que en televisión se estrenó el 30 de octubre de 2022 en TNT.